# Иоанн Троглита
Иоанн Троглита (лат. Ioannes Troglita; греч. Ἰωάννης Τρωγλίτης; ум. ок. 552) — византийский военачальник и государственный деятель, в годы правления императора Юстиниана I носивший высший византийский военный титул magister militum и занимавший должность наместника Африки в 530-х, после участия в византийском завоевании варварского королевства вандалов и аланов. В дальнейшем Юстиниан сделал Иоанна дуксом Месопотамии. На этой должности он участвовал в Лазской войне. После Иоанн вернулся в Северную Африку, в Ливию, где занимал должность наместника региона и принимал участие в подавлении восстания берберских племён.

## Происхождение
Точное происхождение Иоанна неизвестно. Вполне вероятно, что он родился во Фракии, однако его упоминаемая Иорданом фамилия, редко встречаемая среди подданных империи, может указывать на происхождении из города Трогил (греч. Τρώγιλος), находящегося в Македонии, или из одного из регионов Сицилии. Согласно афро-римскому писателю Кориппу, отцом полководца был некий Эвант. Кроме этого Корипп указывает имя его брата, Паппа, и имя его сына Петра, а также пишет, что супругой Иоанна была дочь короля (лат. filia regis), скорее всего варварского. Кроме Кориппа на имя Паппа указывает и Прокопий Кесарийский.

## Ранняя служба в Африке и на Востоке
Иоанн Троглита впервые упоминается как участник Вандальской войны (533—534) под командованием Велизария, и его можно отождествить с другим Иоанном, который командовал одним из девяти отрядов федератов ) в битвах при битве при Дециме и битве при Трикамаре. Писатель Юстиниановой эпохи и секретарь императора Прокопий Кесарийский не упоминает о его участии в этой кампании, однако, по упоминает другого Иоанна, командира федератов (одного из девяти), который предположению византиниста Дж. Мартиндейла, может быть одним лицом с Троглитом. Троглит остался в провинции Африка после ухода Велизария в 534 г. и участвовал в походах Соломона против мавров в 534—535 гг. В то время он, вероятно, был местным военным губернатором (дуксом) либо в Бизацене, либо, что более вероятно, в Триполитании, поскольку он упоминается как руководитель успешных экспедиций против племени левафаев. Троглита также сражался с мятежной армией под предводительством ренегата Стотцаса, участвуя в сражении при Мембрезе в 536 г., а затем, при преемнике Соломона Германе, в решающей битве при скале Ветерес весной 537 г. В этой битве он был одним из командиров кавалерии на правом крыле византийской армии, которое, по словам Прокопия, было разбито и отброшено людьми Стотцы, потеряв при этом свои штандарты. Тем не менее битва завершилась имперской победой. В 538 году Троглита отличился в битве при Аутенти, вероятно, в Бизацене.
В какой-то момент после 538 г. Троглита отправили на восточную границу, где к 541 г. он был назначен одним из самых важных военных командующих в регионе —  дуксом Месопотамии. В этой должности он арестовал члена посольства, посланного остроготским королем Витигесом к персам, чтобы подстрекать их к нападению на Византию. Когда разразилась война, согласно Кориппу, Иоанн добился ряда успехов против персидской армии: он разбил полководца Набеда под Нисибисом, возглавил свою армию в успешной ночной атаке против осаждавших Феодосиополь персидских войск, а затем разбил осаждавшую Дару другую персидскую армию и пленил её командира Мермероя. Прокопий, однако, описывая первое сражение, указывает на то, что Троглит был спасён от внезапного нападения персов Велисарием, и вообще не упоминает два других боя. Тем не менее Корипп утверждает, что Иоанн поздравил один из советников императора Урбиций, которого послали руководить войной.

## Отправка в Африку
Во время отсутствия Троглита в Африке ситуация была неспокойной. Герман оставался в провинции до 539 г., и ему удалось восстановить дисциплину в армии и усмирить основные территории — Проконсульскую Африку и Бизацену. Его сменил Соломон, который начал свое второе правление с большим успехом, победив мавров в горах Орес и установив контроль над Нумидией и Мавретанией Ситифенской. Однако в 543 г. вновь вспыхнуло мавританское восстание, и Соломон был убит в битве при Киллиуме в 544 г. Его преемник на этом посту и племянник Сергий не оправдал возложенного доверия, потерпел поражение от мавров, был отозван и заменен сенатором Ареобиндом, убитым весной 546 г. во время другого военного восстания под предводительством генерала Гунтариха. Последний намеревался объявить себя независимым от Константинополя, но вскоре был убит восточноримским полководцем Артабаном. Необходимость в новом и способном лидере в Африке была очевидна для Константинополя. После того как в 546 г. было подписано перемирие с Персией, император Юстиниан, возможно, как предполагает Корипп, действуя по совету Урбиция, отозвал Троглита с Востока. После того, как он доложил о ситуации в Константинополе, император поставил его во главе новой армии и отправил в Африку в качестве нового magister militum per Africam в конце лета 546 года..

### Положение дел в Африке

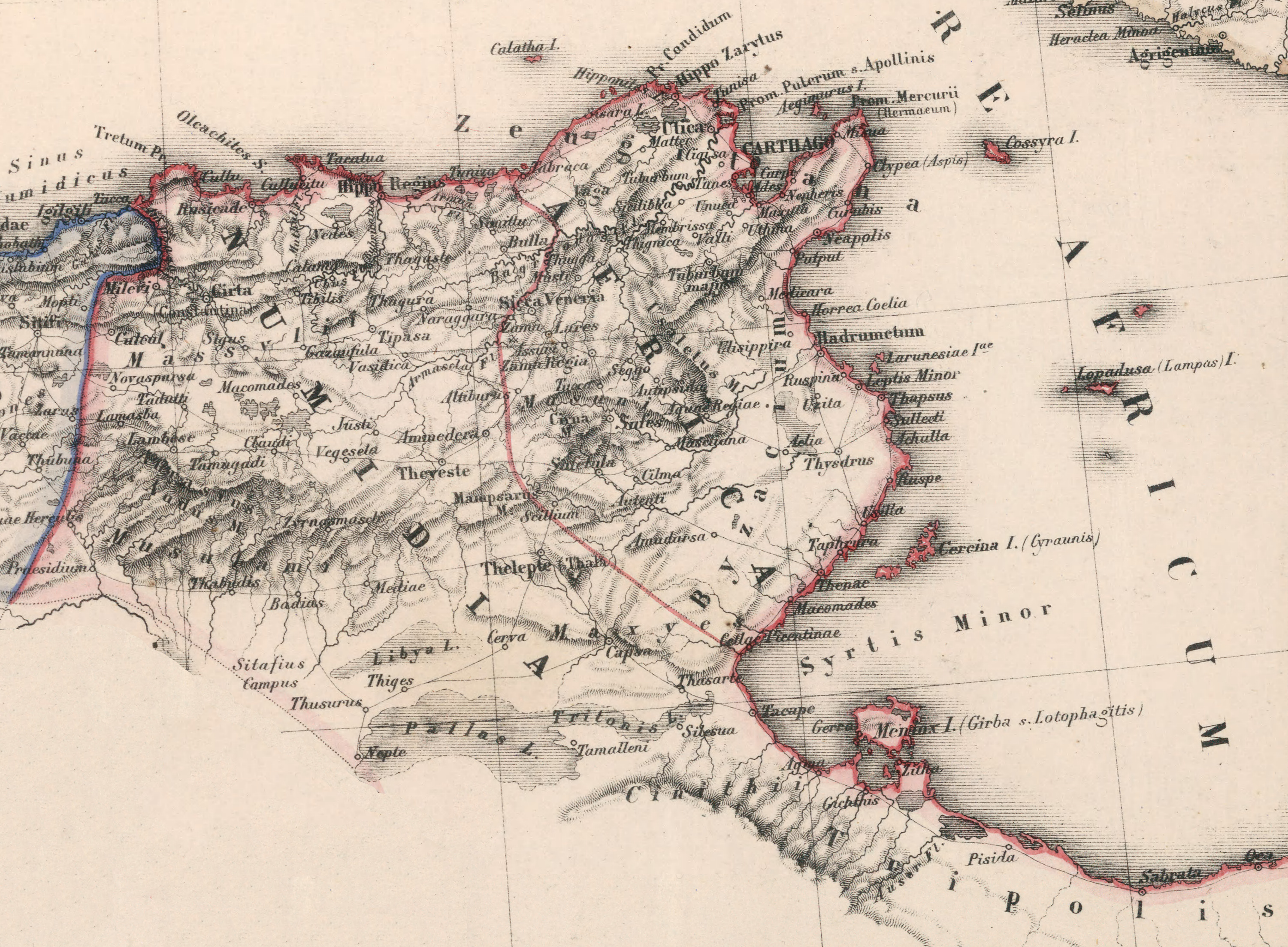
Римская Африка с провинциями Бизацена, Зевгитана и Нумидия.

В конце 546 года, когда Иоанн Троглита достиг Карфагена, положение римлян было ужасным: бывшие в городе войска под командованием дукса Бизацены Марцентия и Григория Армянина были малочисленны и деморализованы. Они держались в прибрежных городах, блокированных маврами Бизацены под предводительством их вождя Антала, в то время как племена левафаев и австур из Триполитании безнаказанно совершали набеги. Однако дипломатические усилия обеспечили лояльность мавританских лидеров Куцины и Ифисдая, которые присоединились к имперской армии с несколькими тысячами людей. Кроме того, узнав о прибытии Троглиты, населявшие гору Орес племена под предводительством Иауды отступили в Нумидию, придерживаясь вооруженного нейтралитета.

### Победа над Анталом
По прибытии в Карфаген Троглита реорганизовал свои войска, подкрепив местные силы своими ветеранами, в основном конными лучниками и катафрактами, и выступил навстречу повстанцам. В Антонию-Кастру явились эмиссары Антала, но Троглита отверг их условия и посадил их в тюрьму. Византийская армия вошла в Бизацену, освободила осажденные города и соединилась с Марцентием. Мавры, застигнутые врасплох стремительным наступлением имперской армии, снова отступили в гористую и лесистую местность, где собрали свои силы под предводительством Йерны из Левата и Анталы. Корипп предполагает, что они надеялись, что Троглита не будет продолжать преследование посреди зимы и что они будут иметь преимущество перед имперской армией в этой местности. Троглита расположился лагерем возле мавританских позиций и отправил посланника Амантиуса, чтобы принести Анталасу его условия: генерал предложил амнистию в обмен на то, что он снова подчинится имперской власти.
Корипп подробно рассказывает о последующем сражении, но его подражание стихам Вергилия дает мало конкретных деталей: это был долгий, нерешительный и кровавый бой, который, вероятно, произошел к югу или востоку от Суфетулы в конце 546 г. 547. В конце концов византийцы одержали победу и отбросили мавров, прорвав их оборону и штурмовав их лагерь. По словам Кориппа, главный жрец бога Гурзила Йерна был убит при попытке защитить изображение своего бога. Многие другие вожди племен пали, а остальные бежали. Остатки триполитанских племен покинули Бизацену, и Антал был вынужден сложить оружие. Кроме того, многие пленные были освобождены из мавританского лагеря, а среди захваченных сокровищ были потерянные Соломоном в Киллии в 544 г. знамёна. Они были отправлены в Константинополь, а Троглита триумфально вошел в Карфаген.

### Восстание в Триполитании
После этой победы начинало казаться, что война выиграна, и в Африке восстановлен мир. Однако несколько месяцев спустя племена Триполитании сформировали коалицию под предводительством короля ифураков Каркасана. Совершив набег на Триполитанию, они повернули на запад, чтобы снова совершить набег на Бизацену. Уведомленный об этом дуксом Триполитании Руфином, Троглита выступил им навстречу. Тем временем византийская армия была ослаблена необходимостью отправить подкрепление воевавшему с остготами в Италии Велизарию: из девяти прибывших с Троглитой полков трое были отправлены в Италию. Мавры под командованием Антала оставались враждебными, но теперь не сразу присоединились к конфликту, однако византийцы лишились поддержки Ифисдая, который отказался отправить своих людей. Несмотря на жаркое лето, Троглита быстро провёл войско к южной границе Бизацены вдоль края пустыни, надеясь встретить там мавров и предотвратить новое разорение провинции. Мавры сначала отступили в засушливые районы, надеясь избавиться от него, но армия Троглиты в сопровождении каравана с водой и провизией последовала за ними в пустыню. Обе армии страдали от жажды и голода, среди византийских воинов распространилось недовольство. Наконец, почти вспыхнул мятеж, когда эпидемия убила большую часть армейских лошадей, вынудив Троглиту снова повернуть на север, к побережью.
Там он расположился между плато Матмата и побережьем и ждал мавров. Он также послал за кораблями для доставки припасов, но неблагоприятные ветры сделали это невозможным. Когда поблизости появилось мавританское войско, оно тоже было истощено голодом и направилось к источникам воды, к которым Троглита прибыл первым. Византийцы расположились лагерем у Мареса в районе Галлики, где завязалось сражение. Это было катастрофическое поражение для византийцев, чья армия в итоге бежала. Корипп, возможно, пытаясь оправдать Троглита, приписывает поражение недисциплинированности некоторых солдат, которые атаковали врага до готовности всего войска, что привело к неорганизованному разрозненному сражению. Согласно отчету Кориппа, мавританские союзники византийцев первыми запаниковали и отступили, в результате чего вся армия распалась, несмотря на личное вмешательство Троглиты и других византийских командиров.

### Восстание мавров в Бизацене
После этого поражения Троглита бежал в Юнчи (современный Бордж-Юнга, в 9 км к югу от Махареса), где начал перегруппировывать уцелевших. Потери были настолько высоки, а боевой дух армии так низок, что вскоре он был вынужден отступить дальше на север, в крепость Ларибус (современная деревня Лорбеус, недалеко от Эль-Кеф), где он начал собирать свою армию. Узнав о битве, Антал немедленно снова поднял восстание и присоединился к триполитанским племенам, в то время как союзники византийцев Куцина и Ифисдай были заняты междоусбоицей. В течение оставшейся части 547 г. мавры могли свободно совершать набеги на Африку, достигая даже окрестностей Карфагена.
Троглита не оставался в бездействии: из Карфагена префект претория Афанасий и малолетний сын Троглиты организовали подкрепление и припасы для лагеря в Ларибе, а самому Троглите удалось не только примирить Куцину и Ифисдая, но и заручиться поддержкой царя Иауды и его племени. Весной 548 г. Троглита, перегруппировав свои силы, встретился со своими мавританскими союзниками на равнине Арсурис на северных границах Бизацены. Корипп даёт высокие цифры туземных контингентов: 30 тыс. Куциы, 100 тыс. Ифисдая и 12 тыс. под началом брата Иауды. Какими бы ни были реальные цифры, кажется очевидным, что регулярные войска Троглиты составляли меньшую часть имперской армии.

### Подавление мятежа
Племена под предводительством Каркасана и Антала расположились лагерем в центральной Бизацене, на равнине Мамма или Маммес. Каркасан, уверенный в себе после своей победы в прошлом году, хотел немедленно противостоять имперской армии, но он уступил Антала, который выступал за более осторожную и испытанную мавританскую тактику отхода и втягивания византийцев вглубь страны, заставляя им маршировать далеко от своих баз снабжения и через опустошенную страну, тем самым истощая и деморализуя их. Таким образом, повстанцы отступили на юг и восток, достигнув Юнци через десять дней. Армия Троглиты преследовала их на некотором расстоянии, лишь обменявшись несколькими ударами с арьергардом. Однако, как только византийцы достигла равнины перед Юнцей и разбила лагерь, мавры снова отступили в гористую местность. Узнав от шпиона о стратегии своего врага, Троглита отказался следовать за ними и остался лагерем возле порта Ларискус, откуда можно было легко снабжать войско. Тем не менее среди воинов, не понимавших нежелания своего предводителя сражаться, росло недовольство: войско взбунтовалось и напало на шатер Троглиты, которому едва удалось спастись. Благодаря союзным мавританским контингентам, которые оставались непоколебимыми, Троглита смог восстановить контроль над своими людьми.
Теперь Троглита двинул свою армию, чтобы противостоять врагу, который расположился лагерем на равнине, называемой Полями Катона. Лагерь мавров был сильно укреплен, и Троглита не хотел начинать прямую атаку. Поэтому он блокировал его, надеясь, что голод заставит мавров сразиться с ним в открытом бою. Чтобы еще больше подбодрить их, он сдержал своих людей, симулируя нежелание сражаться. План Троглиты сработал: воодушевленные жертвоприношением своим богам и надеясь застать имперскую армию врасплох, мавры в воскресенье напали на византийский лагерь. Битва долго висела на волоске, с обеих сторон было много убитых, но в конце концов византийцы одержали верх. В этот момент Каркасан собрал свои силы и начал ожесточенную контратаку, но был убит самим Троглитой. Увидев, что их лидер пал, мавры сломались и бежали. Битва имела оглушительный успех для византийцев: семнадцать главных вождей мавров были мертвы, триполитанские племена были уничтожены и отступили в пустыню, а Антал и его последователи подчинились Троглите. Бизацена, Нумидия и Триполитания были окончательно защищены, период мира продлился до 562 г.

### Дальнейшая деятельность
Примерно в это же время Троглита, по-видимому, был повышен до почетного придворного звания патриция, как засвидетельствовал историк VI века Иордан (Romana 385). Он оставался командующим в Африке еще как минимум четыре года, начав трудную работу по восстановлению региона. Был воссоздан гражданский административный аппарат, как это первоначально предусматривал император Юстиниан в 533 г., с разделением власти с префектом Афанасием. Провинциальные укрепления, построенные Соломоном, были восстановлены, а покоренные мавританские племена осторожно вернулись к вассальному статусу имперских федератов. По словам ученого Джона Б. Бери, заслуги Троглиты в восстановлении порядка и спокойствия в неспокойной провинции делают его, наряду с Велизарием и Соломоном, «третьим героем имперской повторной оккупации Африки».
Успех Троглиты в восстановлении мира в Африке можно увидеть из того факта, что в конце 551 года, когда король остготов Тотила, захватил Сардинию и Корсику, Троглита смог послать флот и войско для их отвоевания, хотя и без успеха. Точная дата смерти Троглиты неизвестна, но наиболее вероятно, что он умер в 552 г. или вскоре после этого.